# لوح ضوئي

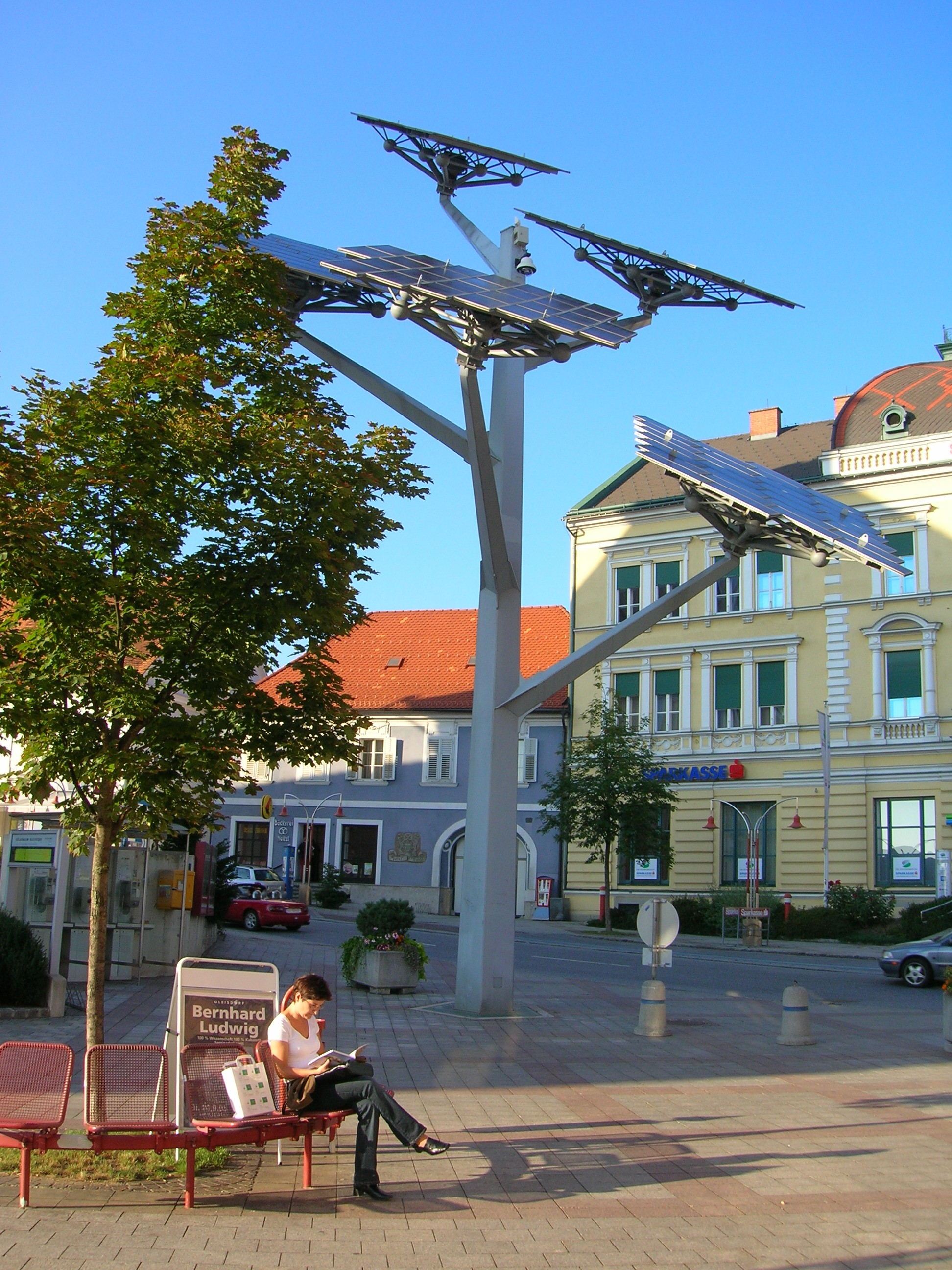
شجرة ضوئية في ستيريا، النمسا

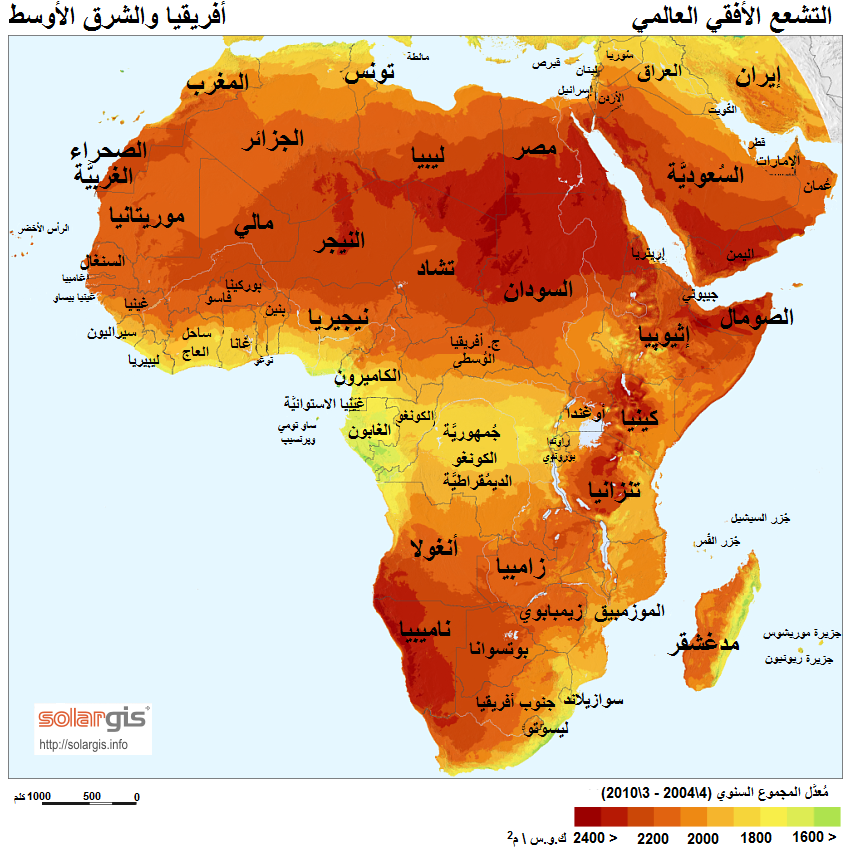
خارطة الاشعاع الشمسي في الشرق الأوسط وأفريقيا

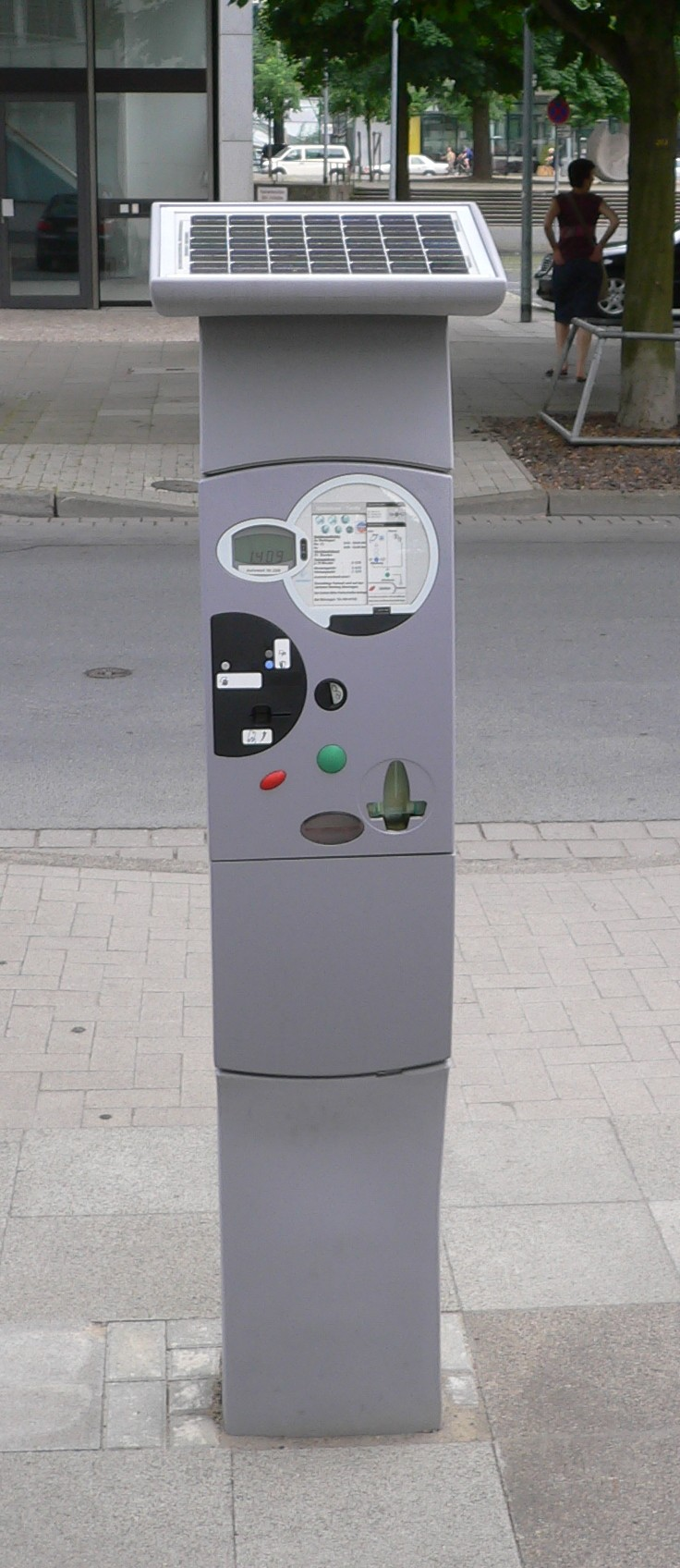
أجهزة دفع رسوم المواقف مزودة بألواح ضوئية لتوليد الطاقة

الألواح الضوئية أو طاقة ضوئية جهدية هي نظام كهروضوئي  يستخدم الطاقة الشمسية الضوئية لتوليد الطاقة الكهربائية بكلفة زهيدة. وقد بدأت المدن باستخدامها بصورة واسعة، خصوصاً بعد ارتفاع أسعار النفط بصورة كبيرة. وتعمل على تحويل طاقة أشعة الشمس مباشرة إلى طاقة كهربائية، ويمكن تخزين الطاقة الكهربائية الناتجة في بطاريات ضخمة لاستخدامها في وقت غياب الشمس. ومن البديهي أن دولاً كالسعودية والإمارات تهتم بهذه التقنية للحصول على الطاقة لتوفر أشعة الشمس أغلب أيام السنة. أصبحت الطاقة الكهروضوئية أرخص مصادر الطاقة في مناطق باشعاع شمسي عالي، باسعار وصلت ل0.01567 دولارا امريكيا للكيلوواط ساعة في 2020، وانخفضت تكلفة الألواح الضوئية للعُشر خلال عقد واحد. تفتح هذه المنافسة الباب امام تحول عالمي للطاقة المستدامة، والتي ستساعد على الحد من الإحترار العالمي. تواجه استخدام اللوحات الضوئية كمصدر رئيسي للطاقة معضلة الحاجة لأنظمة تخزين الطاقة أو توزيع الطاقة بشبكة ضغط عالي على مستوى العالم، الأمر الذي يتطلب تكاليف اضافية.
شيدت في الولايات المتحدة مؤخرًا أكبر محطتين في العالم لتوليد الكهرباء من الأشعة الشمسية بواسط الألواح الضوئية . قدرة كل منهما 550 ميجاوات. المحطة الأولى محطة توباز سولار فارم للطاقة الشمسية والثانية محطة دسرت سنلايت للطاقة الشمسية، وبدأت العمل في نهاية عام 2014.

## تاريخ
تم اكتشاف ظاهرة توليد الكهرباء من الضوء في أوائل القرن التاسع عشر، لكن لم يتم تطبيقها بشكل فعلي حتى منتصف القرن العشرين. تم تطوير أول خلية ضوئية جهدية من أجل برامج الفضاء في الولايات المتحدة، حيث كان عدد الخلايا قليلاً ومرتفعة الثمن. وبدأ بتطوير الخلايا الكهروضوئية كمصدر للطاقة في مخابر الولايات المتحدة الأمريكية في أوائل سبعينات القرن العشرين.

## استخداماتها
تستخدمها الإمارات العربية المتحدة في أكثر من مشروع بالتعاون مع ألمانيا في المشاريع الخضراء  وهي على سبيل المثال مستخدمة بصورة فعالة في منتجع محمية المها في دبي. حيث يتوسطها فندق من فئة الخمسة نجوم تدار مرافقه بالكامل بالإضافة إلى التبريد باستخدام الطاقة الكهربائية التي تولدها الألواح الضوئية وذلك حفاظاً على البيئة المحيطة ومنعا للتلوث. وقد حصل بسبب ذلك على جائزة المدن العربية  وتستخدم في تزويد الطاقة لأجهزة دفع رسوم مواقف السيارات وفي كثير من أعمدة إنارة الشوارع.
كما أن السواتل والمركبات الفضائية تعتمدها في توليد الطاقة الكهربائية بصورة مستمرة. بالإضافة للاستخدامات العسكرية في كثير من الأسلحة والمواقع.

## تركيب النظام وعمله

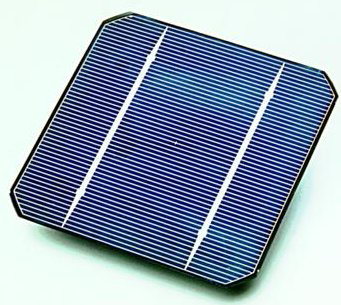
خلية شمسية

تتكون الخلايا الكهروضوئية من شبه موصلات (غالباً سيليكون) يتم ضغطها في رقاقة معالجة بشكل خاص لتشكل حقلاً كهربائياً، موجباً على طرف وسالباً على الطرف الآخر. عندما تصل الطاقة الضوئية إلى الخلية، تتحرر الالكترونات من الذرات في المادة النصف ناقلة. ولتبسيط المسألة تقوم فوتونات ضوء الشمس بتحفيز الإليكترونات إلى حالة أعلى من الطاقة لتولد الكهرباء. يتم تجميع الالكترونات على شكل تيار كهربائي إذا تم وصل نواقل كهربائية إلى الطرفين السالب والموجب. من الممكن استخدام الطاقة الكهربائية الناتجة في تشغيل المصابيح أو تشغيل مضخات المياه. إن الخلية الكهروضوئية العادية ذات حجم 4 بوصات تنتج ما يقارب 1.5 واط من الطاقة الكهربائية في ظهيرة يوم مشمس.
يتكون النظام الكهروضوئي من خلايا شمسية موصولة كهربائياً مع بعضها البعض لتشكل وحدة توليد طاقة كهربائية. تصمم الوحدات لتزويد الطاقة الكهربائية عند فرق جهد معين، عادة 12 فولط. تعتمد كمية الكهرباء المولدة على كمية الضوء الساقط على الوحدة. من الممكن تشكيل مصفوفة من الوحدات بربطها مع بعضها البعض. إن الخلايا الكهروضوئية تقوم بإنتاج تيار مستمر. من الممكن ربط الخلايا على التسلسل أو التفرع من أجل إنتاج أي شدة تيار أو فرق جهد مطلوب.
يتكون النظام الكهروضوئي من مصفوفة أو عدة مصفوفات مع عدد من المكونات الأخرى، تعرف باسم «النظام المتوازن». يختلف هذا النظام بحسب التطبيق المطلوب منه، وإذا ما كان من المطلوب فقط تشغيل النظام أثناء النهار أم أثناء النهار والليل. بحيث أنه إذا كان هناك حاجة لتشغيل النظام ليلاً يجب تأمين نوع من أنظمة تخزين الطاقة لاستعمالها ليلاً.
الخلايا الشمسية تولد الكهرباء مباشرة من ضوء الشمس بحيث تتمكن من شحن بطارية أو مركم أو أن تزود جهازا ما بالكهرباء. وقد استخدم هذا النظام بكثافة في توليد الكهرباء في معدات كثيرة وفي المركبات الفضائية. وفي حالة الرغبة بتوصيل نظام توليد الطاقة بهذا النظام إلى شبكة كهربائية عادية لابد من تحويل التيار الكهربائي من تيار مستمر إلى تيار متردد وذلك باستخدام عاكس كهربائي. وقد بدأ انتشار تلك التقنية في المساكن الموجودة في المناطق النائية والبعيدة عن المدن، أو مصادر الطاقة.
الخلايا بحاجة إلى حماية من عناصر الطبيعة وتخزن عادة تحت غلاف زجاجي. وحين الحاجة إلى طاقة أكبر من قدرة الخلية الواحدة يتم توصيل الخلايا كهربائيا لتشكيل ألواح ضوئية أو شمسية. واللوح الواحد يكفي لتأمين الطاقة لجهاز هاتف واحد. ولتأمين الطاقة لمصنع أو منزل فلابد أن تنشأ مصفوفة كبيرة من هذه الألواح. وبالرغم من غلاء أسعار هذه المنظومات نسبيا مقارنة مع شبكات الكهرباء العادية، إلا أن انتشار استخدامها أخذ بالتزايد باطراد في مختلف أنحاء العالم.

## تكلفة
كانت تكلفة إنشاء محطات توليد الطاقة الكهربائية الضوئية عالية جدا، وكانت جميع المرافق المنشأة تجريبية، بُنيت من قبل كيانات العامة مع حوافز مقدمة من الدولة، إلا أن تكلفتها أخذت في التناقص بحيث أصبح من المألوف أن تجد منشآت تعتمد عليها في توفير الطلاقة اللازمة لإدارتها. وتستعمل الألواح الضوئية كثيرا في تزويد الأقمار الصناعية والمسبارات المرسلة إلى الكواكب بالتيار الكهربائي، كما تُستعمل في المناطق المعزولة التي لا تصلها شبكات الكهرباء.

## تكامل الوحدات الكهروضوئية في المباني يقدم فوائد أخرى
- استخدام الكهرباء في نفس المكان التي تُنتج فيه
- التوفير في مواد غلاف المبنى
- استرداد الحرارة
- الألواح الضوئية ككاسرات شمس

## الظل بين صفوف الألواح الضوئية الموازية
وضع أسطح الألواح الضوئية في أكثر من صف متوازي، يضمن قدرا كبيرا من المرونة في تحديد مواقع الألواح الشمسية، ولكن هذا لة ميزات سلبية بالنسبة لصفوف الألواح الثانوية. من تحاليل خصائص مكونات الإشعاع الشمسي يمكن أن نرى أن ذلك الجزء من السماء الظاهر للصفوف الثانوية، هو محجوب جزئيا بسبب الصفوف الأمامية، وهذا يعني ان الألواح الضوئية تتلقى جزءا ضئيلا من الإشعاع المنتشر ولا شيء من الأشعاع المنعكس.
ومن المهم تقييم أداء الألواح الضوئية من خلال دراسة منهجية للظل التي يسمح بايجاد مواقع سليمة للصفوف وتجنب حجب بعضها البعض.
في الشكل التالي مُمثل الظل الناتج من سطح طولة X وميلة β
D1= x cosβ
H= x sinβ
D2= H tan (δm+L
Dt= D1 + D2
(δm = 23,5°) يشير إلى ميل الشمس في الانقلاب الشتوي، حيث تكون الشمس عمودية على مدار الجدي وتكون في الحد الأدنى من الارتفاع في نصف الكرة الأرضية الشمالي.
لتحقيق أقصى قدر ممكن من المساحة التي تشغلها الألواح الضوئية وخفض الطاقة الضائعة الناجمة عن الميل، يجب علينا تحديد الحد الأدنى للمسافة بين الصفوف المتوازية ابتدأ من اعتبار أن الظل = صفر في الساعة 12 من يوم الانقلاب الشتوي.
من حيث المبدأ، المسافة المستخدمة = 3H
يجب التحقق من القيم المذكورة أعلاه عند تركيب الألواح الضوئية وفقا للصيغة المذكورة أعلاه بأخذ خط عرض موقع التركيب في الاعتبار.

## زاوية الشعاع الشمسي[8]
بصفة عامة ان كمية الاشعاع الشمسى الواقعة على سطح تعتمد على ارتفاع الشمس بالتسبة للأفق (خلال التغيرات الموسمية) وعلى موقعة.
موقع الشمس في مسارة اليومي يحدد عن طريق زاويتين:
- β : ارتفاع الشمس (الزاوية بين ألإشعاع ش الذي يمر بمراكز الأرض والشمس ومسقطة ش^ على سطح افقي) أو مكملة θz (زاوية ثريتي: بين ش والخط الرأسي المار بمركز الأرض).
- Ψ : السمت الشمسي (الزاوية بين الإسقاط الأفقي ش^ والاتجاه شمال جنوب).

في حالة عدم وجود بوصلة، يمكن العثور على جهة الشمال، عن طريق النظر إلى الطحلب الذي ينمو على جذوع الأشجار، لأن الموس يتجنب إضاءة الشمس المباشرة، وبما ان مسار الشمس في السماء هو نحو الجنوب، الجهة الشمالية لجذوع الشجر هي الأكثر تظليلاً.
- (رسم 3) الألواح الشمسية التي ميلها 45 درجة تكسب كمية أكبر من أشعة الشمس لكسب أشعة الشمس وليس لتجنبها، الألواح الشمسية لتسخين المياه أو لتوليد الكهرباء يجب أن يتوجهوا للجنوب. وعلاوة على ذلك، يجب أن ان يكون ميلهم بزاوية حوالي 45 درجة مئوية، للتأكد أن أشعة الشمس يمكن أن تصل إلى بشكل عمودي. وبهذه الطريقة الألواح تتعرض إلى أعلى كمية من أشعة الشمس. مثلاً (رسم 3) إذا الشمس على ارتفاع أكثر من 45 درجة، لوح طوله 0.7 متر، عمودي لأشعة الشمس، يكسب نفس القدر من الضوء للوح طولة 1 متر، وضع على مستوى افقي. نفس ما يحدث لكوكب الأرض. أشعة شمس الصيف، تأتى بزاوية مائلة كثيرا بالنسبة للأفق، تُسخن التربة أكثر بكثير من الأشعة في فصل الشتاء، التي تصدم التربة بزاوية صغيرة.

وبالرغم من أن طول اليوم هو عامل هام في تفسير لماذا الصيف حار والشتاء بارد، زاوية تقاطع الإشعاع الشمسي هي أكثر أهمية. في القطب الشمالي، مثلاً، حتى لو أن الشمس تسطع لمدة 24 ساعة في اليوم، الحرارة الناتجة هي منخفضة للغاية، لأن زاوية تقاطع أشعة الشمس صغيرة جداً.
إن مسار الشمس في السماء مهم في تصميم المبانى، وخاصة في تصميم النوافذ لتنسيب الأكتساب الحراري.
- في المناطق ذات المناخ الحار والمشمس، كما هو الحال في كل المنطفة العربية، أنه من الأفضل أن يكون هناك نوافذ كبيرة باتجاه الشمال، لتجنب أشعة الشمس.
- وبالعكس، الجدران التي تواجه الجنوب، ينبغي أن تكون معزولة أكثر وبنوافذ صغيرة التي تسمح التهوية ولكن دون إدخال كمية كبيرة من الشمس. في المقابل، في مناطق باردة مثل كندا، يجب اختيار الاتجاه المعاكس لأكتساب أكبر كمية ممكنة من الحرارة.

السقف (أو المظلة) البارز فوق النوافذ التي تواجه الجنوب قد تكون مفيدة أيضا:
- في الصيف، عندما يكون منتصف النهار والشمس عالية في السماء، سقف النافذة يعمل ظل ليبقي المنزل باردا.
- في الشتاء، ولكن، عندما الشمس منخفضة على الأفق، السقف لا يمنع من دخول أشعة الشمس من خلال النافذة لتسخين الهواء داخل الغرف.

## معلومات أخرى
- جاء في دراسة قامت بها المفوضية الأوروبية في إيطاليا وجدت أن مساحة الأسطح المتاحة (مع اتجاه الجنوب أو الشرق أو الغرب) تبلغ 370.000.000 متر مربع، في حين أk تبلغ الواجهات تقريبا = 200,000,000 متر مربع.

إذا كانت هذه المساحات مغطاة بوحدات ضوء جهدية، سيكون من الممكن إنتاج نحو 130 تيرا واط ساعة TWh سنويا، أي 130 ألف مليون كيلوواط في السنة وهو ما يعادل الاستهلاك السنوي من الكهرباء من جانب أكثر من 30 مليون أسرة (الاستهلاك المتوسط لكل أسرة = 4.000 كيلو واط في السنة).

## اقرأ أيضا
| - محطة توباز سولار فارم للطاقة الشمسية - محطة دسرت سنلايت للطاقة الشمسية - لوح ضوئي جهدي - رقيقة خلية شمسية - خلية ضوئية جهدية - تأثير ضوء جهدي - مركز شمسي ضيائي - الكتلة الهوائية (علم الفلك) - ذروة واط | - الخلايا الكهروضوئية المركزة - خلية شمسية - ظاهرة كهروضوئية - قوة شمسية - خلية ضوئية جهدية متعددة الوصلات - محطات طاقة شمسية جهدية - محطة فالدبولينتز للطاقة الشمسية - محطة مورا للطاقة الشمسية - محطة أوميديلا للطاقة الشمسية - محطة ستراسكيرشن الشمسية |  |